# Thẩm Thanh Vương hậu
Thẩm Thanh Vương hậu (tiếng Hàn: 왕후 심청/ 王后 沈淸/ Wanghu Sim Ch‘ŏng) là dự án hợp tác đầu tiên trong lĩnh vực phim hoạt hình dành cho trẻ em của Điện ảnh hai miền Triều Tiên, phát hành vào năm 2005.

## Nội dung
Phỏng theo một câu chuyện dân gian nổi tiếng của Triều Tiên, bộ phim kể về số phận gian truân cô gái Thẩm Thanh biết hi sinh bản thân, quyết tâm chống lại con quỷ biển để mang lại ánh sáng cho người cha mù. Sau đó, nàng đã gặp rồi nên duyên với Thái tử Triều Tiên và trở thành Vương hậu.
Không chỉ có vậy, với sự thêm thắt tình tiết, đặc biệt có sự xuất hiện của những nhân vật là loài vật rất nghịch ngợm (Chó Danchu, Ngỗng Gae và Rùa Taebong), đây thực sự là một cuộc phiêu lưu rất kỳ thú, vừa mang thông điệp về giáo dục tình yêu thương con người vừa hài hước, vui nhộn.

## Hậu trường
Đây là bộ phim đầu tiên đã được phát hành đồng thời ở cả hai miền Bắc và Nam Triều Tiên - ngày 12 tháng 8 năm 2005.
"Thẩm Thanh Vương hậu" là một dự án cá nhân của đạo diễn Sin Neung-gyun và hãng phim AKOM của ông, bộ phim đã phải mất tới 8 năm để khai thông bế tắc từ khâu phê duyệt và thêm ba năm rưỡi để hoàn thành khâu sản xuất.
Hầu hết phần hình ảnh của bộ phim được thực hiện ở Xưởng phim SEK Studio, còn phần nhạc được thực hiện bởi Đài phát thanh - truyền hình Bình Nhưỡng. Có thể xem Thẩm Thanh Vương hậu là một động thái bất thường nhất cho ngành công nghiệp điện ảnh Hàn Quốc khi mà tiếng nói của các nhân vật trong phim đã được sử dụng bằng cả hai miền Bắc và Nam do sự khác biệt phương ngữ. Tuy nhiên, các phiên bản Quốc tế của bộ phim đều sử dụng phương ngữ của Hàn Quốc.

## Vinh danh
Năm 2004 - tức là trước khi phát hành chính thức một năm, bộ phim đã được trao giải thưởng tượng trưng tại Liên hoan phim hoạt hình Quốc tế Annecy. Bộ phim cũng nhận được nhiều khen ngợi của giới phê bình và giải thưởng khác ở quê hương Hàn Quốc.